# Le Cavalier sans monture
Le Cavalier sans monture est une série télévisée égyptienne diffusée en 2002 et connue en Occident pour reprendre les thèses complotistes et antisémites des Protocoles des Sages de Sion, faux antisémite russe fabriqué par l'Okhrana en 1903.

## Sujet de la série
La série se déroule au début du XXe siècle en Égypte sous domination anglaise. Le protagoniste, Hafez Naguib, arrive à mettre la main sur un exemplaire des Protocoles des Sages de Sion, présenté dans le scénario de la série comme une compilation de plans permettant aux Juifs d'envahir et prendre le contrôle de la Palestine.
L'intrigue, largement basée sur le colonialisme britannique et la migration des juifs au Proche-Orient au début du XXe siècle, s'articule autour d'une lecture très critique des différents événements de l'époque.
Elle alterne ainsi entre présentation de faits historiques et dénonciations d'une supposée volonté juive de conquérir la région palestinienne et de dominer les arabes musulmans, Hafez Naguib se faisant alors écho de ces positions.
La Grande-Bretagne est présentée comme un pays colonisateur défendant avec une certaine avidité ses intérêts alors que les juifs sont présentés comme un "mouvement sioniste raciste".

## Réception par le public et en Occident
La série semble avoir connu un certain succès dans une partie du Monde Arabe bien qu'il soit aujourd'hui difficile de qualifier l'adhésion et l'adhérence du public au contenu de cette œuvre. Du moins, nombre de commentateurs occidentaux s'accordent à dire que cette série vogue sur une défiance d'une partie du Monde Arabe vis-à-vis des Juifs et de l'Occident.
En Occident en revanche, la série a été très largement perçue par les commentateurs comme une œuvre antisémite remplie de stéréotypes. Bien que peu connue du grand public, sa dénonciation a été assez générale par les médias.
Les États-Unis et Israël ont officiellement protesté contre la diffusion de cette œuvre qualifiée d'antisémite. Richard Boucher, porte-parole du département américain déclara "C'est une série (...) censée traiter d'autres sujets, qui incorpore ou est basée sur des protocoles odieux". Michaël Melchior, vice-ministre des affaires étrangères de 1999 à 2002, a rappelé temporairement l'ambassadeur d'Israël en Égypte.
En France le CRIF estime "extrêmement dommageable" la diffusion de cette série en "Égypte dont on connaît l’influence culturelle et intellectuelle dans l’ensemble du monde arabe".
En réaction aux protestations officielles occidentales, le réalisateur de la série Ahmad Badrddine déclara "Il est inconcevable qu'un pays, quelle que soit sa puissance, impose aux médias égyptiens quoi diffuser et quoi interdire".

## Diffusion en 2002 et rediffusion en 2012
La série a été initialement étée diffusée en octobre et novembre 2002 durant la période du Ramadan, période traditionnellement propice au lancement de nouvelles séries dans le monde arabe.
En dehors d'Égypte, la série a été diffusée par Al-Manar, la chaîne du Hezbollah et en Irak sous l'agence de presse de la télévision irakienne.
La chaîne Al-Tahrir TV Channel, créée à la suite de la destitution du dictateur Hosni Moubarak, étant survenue pendant le Printemps arabe, a décidé de rediffuser cette série en 2012.